# Trimbach
Trimbach település Franciaországban, Bas-Rhin megyében. Lakosainak száma 582 fő (2022. január 1.). Trimbach Aschbach, Buhl, Crœttwiller, Seebach, Siegen és Stundwiller községekkel határos.

## Népesség
A település népessége az elmúlt években az alábbi módon változott:
| Lakosok száma | 549  | 564  | 582  | 574  | 579  | 584  | 583  | 582  | 582  |
|               | 2013 | 2015 | 2016 | 2017 | 2018 | 2019 | 2020 | 2021 | 2022 |